# Marie Meinzenbach
Marie Meinzenbach (* 18. September 1994 in Suhl) ist eine deutsche Schauspielerin.

## Leben
Marie Meinzenbach stand im Alter von 13 Jahren in der in Erfurt gedrehten Krimi-Webserie Wilhelm ermittelt das erste Mal vor einer Kamera. 
2011 nahm sie beim Casting für die Kinder- und Jugendserie Schloss Einstein teil, nachdem sie dort zuvor als Komparsin mitgewirkt hatte. Ab Juni 2012 war sie in der Serie als Isabella „Bella“ Rückert, eine Schülerin am fiktiven Erfurter Anger-Gymnasium, zunächst in einer Nebenrolle als große Liebe von Sandor Laszlo (Lennart König) zu sehen; später wurde ihre Rolle Schülerin am ebenfalls fiktiven Albert-Einstein-Gymnasium und gehörte bis zum Ende der 16. Staffel (2013) zum Hauptcast. Im selben Jahr war sie unter der Regie von Marvin Machalett in dem Kurzfilm Wannabe zu sehen. Danach zog sie für ein Jahr nach Leipzig, um die School of Design zu besuchen. 
Von September 2014 bis Februar 2017 absolvierte sie eine Schauspielausbildung an der Internationalen Akademie für Filmschauspiel (iaf) in Köln. Während ihrer Studienzeit übernahm sie gemeinsam mit Mateo Wansing Lorrio und Max Schimmelpfennig eine Episodenrolle als Lea in der in Köln spielenden RTL-Serie Der Lehrer. Im Historienfilm Der junge Karl Marx von Raoul Peck spielte sie in einer Nebenrolle die Haushälterin von Jenny und Karl Marx, Helena Demuth („Lenchen“). Danach bekam sie im Münsteraner Tatort: Gott ist auch nur ein Mensch (2017) eine kleinere Rolle als Kunststudentin. Im Kölner Tatort: Familien (2018) war sie die Verlobte des Mordopfers Ivo Klein.
Anfang 2020 war Marie Meinzenbach in zwei Episodenrollen im ZDF und der ARD zu sehen. In der im Januar 2020 erstausgestrahlten ZDF-Serie Blutige Anfänger agierte sie als Vergewaltigungsopfer Natalia in der achten Folge Im rechten Licht in einer Nebenrolle. Eine größere Rolle spielte sie in Folge 239 der 19. Staffel der erfolgreichen ARD-Serie Um Himmels Willen als Lisa Philipps, die als Baby von ihrer leiblichen Mutter Anja zur anonymen Adoption freigegeben wurde.
Ihr fester Wohnsitz ist aktuell (Stand: Februar 2020) in Berlin.

## Filmografie
- 2008: Wilhelm ermittelt (Webserie)
- 2012–2013: Schloss Einstein (Fernsehserie, 52 Folgen)
- 2013: Wannabe (Kurzfilm)
- 2014: Der erste Stein
- 2016: Der Lehrer: Sie sind mein L-Lieblingslehrer! (Fernsehserie, eine Folge)
- 2017: Der junge Karl Marx (Fernsehfilm)
- 2017: Zwei im falschen Film
- 2017: Tatort: Gott ist auch nur ein Mensch (Fernsehreihe)
- 2018: Der Staatsanwalt: Nachts im Weinberg (Fernsehserie, eine Folge)
- 2018: Tatort: Familien (Fernsehreihe)
- 2020: Blutige Anfänger: Im rechten Licht (Fernsehserie, eine Folge)
- 2020: Um Himmels Willen: Überraschungen (Fernsehserie, eine Folge)
- 2021: In aller Freundschaft – Die Krankenschwestern: Die goldene Mitte (Fernsehserie, eine Folge)